# John Hyams
Pour les articles homonymes, voir Hyams.
John Hyams est un réalisateur, scénariste et directeur de la photographie américain.

## Biographie
John Hyams est le fils de Peter Hyams.

## Filmographie

### Longs métrages
- 1997 : One Dog Day
- 2009 : Universal Soldier : Régénération
- 2012 : Dragon Eyes
- 2013 : Universal Soldier : Le Jour du jugement (Universal Soldier: Day of Reckoning)
- 2020 : Alone
- 2022 : Sick

### Courts métrages et documentaires
- 1986 : America Undercover
- 2002 : The Smashing Machine: The Life and Times of Mark Kerr
- 2003 : Fight Day
- 2006 : Rank
- 2009 : The Razzle Dazzle

### Télévision
- 2003-2005 : New York Police Blues (NYPD Blue) - 4 épisodes
- 2005 :  Blind Justice - 1 épisode
- 2019 :  Black Summer